# Bernhard Strobel
Bernhard Strobel (* 14. März 1982 in Wien) ist ein österreichischer Schriftsteller und Übersetzer.

## Leben und Werk
Bernhard Strobel studierte Germanistik und Skandinavistik an der Universität Wien. Erste Veröffentlichungen erschienen in der Wiener Literaturzeitschrift Kolik. 2007 publizierte er seinen ersten Erzählungsband, dem weitere folgten. Sein erster Roman erschien 2018.
In seinen als minimalistisch geltenden Erzählungen befasst sich der Autor mit den Themen Kleinfamilie, versteckte Aggression, Kommunikationsstörungen, den Rissen in der scheinbar heilen Welt. Auch alte Menschen tauchen wiederholt in den Texten auf und damit Problemfelder wie Alter, Tod und Vereinsamung. 
Bernhard Strobel ist Übersetzer der norwegischen Schriftsteller Tor Ulven, Jan Kjærstad und Bjarte Breiteig. Die von Strobel übersetzte Kurzgeschichtensammlung Dunkelheit am Ende des Tunnels von Tor Ulven wurde 2012 als das beste deutschsprachige Buch des Jahres mit dem Hotlist-Preis ausgezeichnet.
Strobel lebt und arbeitet in Neusiedl am See im Burgenland.

## Auszeichnungen (Auswahl)
- 2003: Literaturpreis des Landes Burgenland
- 2009: Burgenländischer Buchpreis
- 2014: Förderpreis der Stadt Wien
- 2016: Theodor-Kery-Preis
- 2017: Energie-Burgenland-Literaturpreis
- 2017: Literaturpreis des Landes Burgenland
- 2018: Floriana-Literaturpreis (3. Platz)
- 2019: Outstanding Artist Award für Literatur[1]
- 2021: Staatspreis für literarische Übersetzung[2]
- 2025: Paul-Celan-Preis[3]

## Werke
- Sackgasse. Erzählungen, Droschl, Graz 2007, ISBN 9783854207269.
- Nichts, nichts. Erzählungen, Droschl, Graz 2010, ISBN 9783854207665.
- Ein dünner Faden. Erzählungen, Droschl, Graz 2015, ISBN 9783854209607.
- Im Vorgarten der Palme. Roman, Droschl, Graz 2018, ISBN 9783990590195.
- Nach den Gespenstern. Erzählungen, Droschl, Graz 2021, ISBN 9783990590867.
- Geschichten aus der Hienzey. Erzählungen, edition lex liszt 12, Oberwart 2022, ISBN 9783990162316.
- Der gute Mann Leidegger. Roman, Droschl, Graz 2023, ISBN 978-3-99059-140-6.